# Паметник на Васил Левски (Сандански)
Паметникът на Васил Левски в Сандански е създаден във връзка с честванията на 180-годишнината от рождението на Апостола. 

## Местоположение
Намира се в градинката пред Съдебната палата.

## История
Паметникът е създаден по случай 180-ата годишнина от рождението на Апостола. Дело е на скулптора Борис Борисов и архитекта Пламен Цанев, чийто проект е отличен в проведения конкурс. Открит е на 18 юли 2017 година. Идеята за изграждането на бюст-паметник на Васил Левски в курортния град е на Сдружението „Дякон Левски“ и Община Сандански. Средства за създаването му даряват местните хора, училища, детски градини и др.

## Описание
Паметникът е висок близо 3 метра. Направен е от масивен гранит, който в горната си част преминава в грубо обработена скала, символизираща суровото време, в което е живял Дяконът, както пояснява скулпторът Борис Борисов. Върху постамента, на който е вдълбан подписът „В. Лѣвскiй“, е поставен каменен блок с орелеф на Апостола.